# Death Threat
Death Threat (Amenaza de muerte), es una banda de rap formada en Filipinas, integrado por MCs O.G. Beware, Genezide, Diablo, Hi-Jakkk, Gloc 9, Konflick, O-Dogg y DJ/Productor Radical M.K, el único artista que habla y domina el inglés. Han sido denominados como los pioneros del rap Pinoy de Filipinas, siendo ejemplificados por otros artistas conocidos como Denmark y Andrew E., ellos lanzaron su seminal "Gusto Kong Bumaet" debut que se introdujo el Hardcore de Filipinas en la denominada gangsta del rap. El grupo se hizo famoso con el tema musical titulado "Gusto Bumaet Kong" (I Want To Be Good), que narraban cuentos de la vida cotidiana sobre los jóvenes filipinos que viven en la promesa y que crecen en las calles de la ciudad y en las zonas suburbanas, la canción fue un éxito instantáneo. Han lanzado varios álbumes desde entonces y actualmente trabajan para la compañía discográfica, Producciones Real Deal.

## Discografía

### Álbumes
- Gusto 1994'Kong Bumaet
- 1996Wanted
- 1997 Reyes, deda Underground
- 1999 La muerteamenazaIV
- 2002todavía quería
- La venganza de 2005 Undaground Da